# Miguel de Rubiales

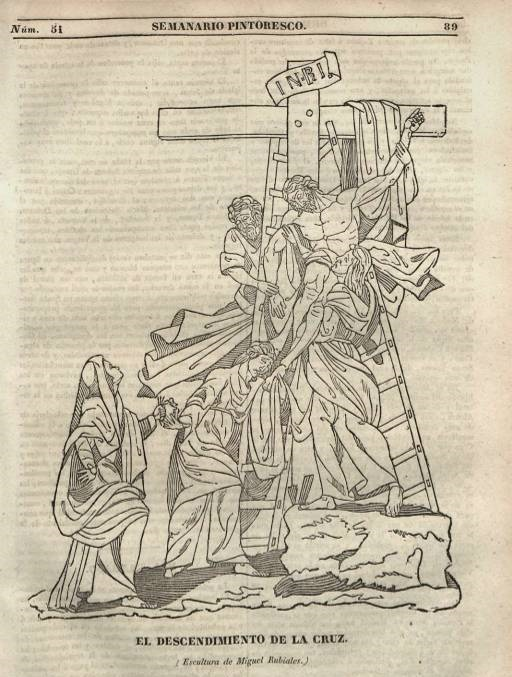
El descendimiento de la cruz, grabado en madera del grupo escultórico de Miguel Rubiales conservado en una capilla de la iglesia del convento de Santo Tomás de Madrid, Semanario Pintoresco Español, n.º 51, 19 de marzo de 1837. Hemeroteca Nacional.

Miguel de Rubiales (Palazuelos, 1647-Madrid, 1713) fue un escultor barroco español, discípulo, según las fuentes, de Pedro Alonso de los Ríos, aunque la cercanía de edad entre ambos lo hace improbable, debiéndose quizá hablar de estrecha relación profesional e influencias mútuas.
Nacido en la localidad alcarreña de Palazuelos, en el obispado de Sigüenza, muy joven se trasladó a Madrid, donde falleció el 11 de marzo de 1713.
Su obra más famosa, de la que Antonio Ponz dice que era pieza muy estimada, en figuras de tamaño natural, es el grupo escultórico del Descendimiento de la cruz, que contrató en 1696 para el Colegio de Santo Tomás de Madrid y era sacado en procesión el Viernes Santo. Destruido en 1936, cuando desde su destino original había pasado a la parroquia de la Santa Cruz, alzada sobre el solar del antiguo colegio dominico, un grabado de línea publicado en 1837 en el Semanario Pintoresco Español y una fotografía del archivo Moreno son los únicos testimonios que de él han llegado. Peor fortuna han tenido sus restantes obras, algunas conocidas solo por los títulos con que son mencionadas por las fuentes antiguas, entre ellas la talla de Nuestra Señora de la Soledad en su capilla del convento de mercedarios calzados, o la escultura de Santa Elena, que se tenía por obra de Rubiales en la iglesia del convento del Carmen Calzado.
De su actividad profesional consta, además, su participación junto con Pedro Alonso de los Ríos en las decoraciones efímeras dispuestas en 1679 para la recepción en la corte de María Luisa de Orleáns, esposa del rey Carlos II. En otro orden, en 1707, diciéndose maestro escultor, participó en la tasación de los bienes de María Luisa de Toledo, hija de los marqueses de Mancera. El mismo año recibió el encargo de realizar dos esculturas de san José y san Blas para el retablo de la Virgen del Rosario en la iglesia parroquial de la Asunción de Nuestra Señora de Navalcarnero, contratado por el arquitecto madrileño José Jiménez y para el que también Antonio Palomino debía pintar un óleo con la Vigen entregando el rosario a santo Domingo, este conservado en su lugar, aunque un cambio de planes sobre las esculturas contratadas dejó a Rubiales al margen de la obra.